# Kaniet (îles)
Les îles Kaniet (ou Anchorite) sont un ensemble de petites îles de la province de Manus en Papouasie-Nouvelle-Guinée et situées dans l'Ouest de l'océan Pacifique. Parmi ces îles on compte l'île Sae, bien que cette dernière soit séparée du groupe des Kaniet.
Ces îles appartiennent à la région de Para-Micronésie : géographiquement proche et compté dans la Mélanésie, la culture des habitants se rapproche de la Micronésie. Les habitants se distinguent linguistiquement en kaniet du Nord (encore parlée) et Kaniet du Sud (disparue), plus communément regroupées en kaniet.